# Polypedilum intermedium
Polypedilum intermedium is een muggensoort uit de familie van de dansmuggen (Chironomidae). De wetenschappelijke naam van de soort is voor het eerst geldig gepubliceerd in 1966 door Albu & Botnariuc.